# 구로다 간이치
쿠로다 칸이치(일본어: 黑田 寬一, 1927년 10월 20일 ~ 2006년 6월 26일)는 일본의 트로츠키주의 이론가다. 소위 반제국주의 반스탈린주의를 정식화해서 제창했으며, 일본혁명적공산주의자동맹 혁명적마르크스주의파(혁마르파)의 최고지도자, 교조가 되었다. 통칭 쿠로 칸(クロカン). 필명으로 야마모토 카츠히코(山本 勝彦), 마키노 카츠히코(牧野 勝彦) 등을 사용했다. 실명 寛一도 나중에는 “칸이치”로 읽히지만 원래 본명은 “히로카즈”이며, 최초의 저작인 『헤겔과 마르크스』(1952년)에는 저자명이 “쿠로다 히로카즈”라고 후리가나가 붙어 있다.

## 내력
도쿄도 후추시 출신. 쿠로다 히로카즈의 본가는 후추시의 유력한 지주로, 바바다이몬 느티나무 가로수길과 고슈 가도가 정확히 만나는 모퉁이에 대저택을 가지고 있었다. 증조부 쿠로다 나오타케(1847년생)는 미타마자유당 등에서 활동했던 자유민권운동가였고, 조부 쿠로다 나오히로(1869년생)는 동경제국대학 의학부를 졸업하고 동경대학병원에서 근무한 개업의였다. 부친 쿠로다 카나마(1903년생)는 후추시의회 의원을 역임하고 의장도 맡았다.
쿠로다는 구제 동경고등학교에서 이과 을류(독일어 의학부 진학과정)와 축구부에 속했고, 아미노 요시히코・시로츠카 노보루・우지이에 세이이치로 등과 동기였다. 그러다 간장병과 피부결핵에 걸려서 학교를 중퇴하고 자택에서 공부했다. 이후 결핵이 눈에까지 미쳐 시력이 극도로 나빠졌다.
학교를 중퇴한 쿠로다는 출판사 “코부시서방”을 자영했다. 그 밖에 마르크스주의 연구・저작을 거듭하여, 연구 동아리 “변증법연구회”를 발전적 해소하는 형태로 오오타 류 등과 함께 일본트로츠키스트연맹(트로련)을 결성한다. 이후 트로련이 혁명적공산주의자동맹(혁공동)이 되는데, 1957년 제4인터내셔널에서 받아온 입당전술 지령을 둘러싸고 입당전술 실행을 고집한 오오타파가 이탈하면서 쿠로다가 혁공동 의장으로 취임한다. 이것이 소위 제1차 혁공동 분열이다.
이후 1959년 초엽, “오오카와”라는 인물이 일본민주청년동맹의 정보를 경시청 공안부에 팔자고 제안하고, 쿠로다도 그것을 받아들인 것 아니냐는 의혹이 발각된다(쿠로다-오오카와 스파이 문제). 이 행위 자체는 미수에 그쳤지만, 쿠로다는 혁공동 내부에서 일본공산당의 미야모토 켄지와 동류의 배신자로 간주되게 되었고, 동년 8월 혁공동 제1차 대회에서 쿠로다는 계급적 배신행위를 이유로 제명되었다. 이 때 쿠로다와 함께 “혁명적마르크스주의그룹(RMG)” 실무를 맡았던 혼다 노부요시는 일관되게 쿠로다를 변호했고, 제명된 쿠로다를 따라 혁공동을 탈당, 둘이서 혁명적공산주의자동맹 전국위원회를 결성했다. 이것이 소위 제2차 혁공동 분열이다.
1962년 제6회 참원선에서 쿠로다는 당 공천으로 전국구에 출마하지만 낙선한다. 당시 쿠로다의 득표수는 2만여 표로, 대일본애국당 총재 아카오 빈이 12만 표를 받은 것과 비교하면 대참패였다. 이 선거 패배에 따라 동년 6월, 시미즈 이쿠타로・코야마 켄이치・모리타 미노루・요시모토 타카아키 등이 「쿠로다 교조를 우러르는 광신적 종교단체 마르학동의 폭거를 용납하지 말라」는 공동성명을 제출했다.
이후 쿠로다는 정세인식과 당건설 방침을 둘러싸고 혼다파와 갈등을 빚었고, 1963년 쿠로다파가 혁공동 전국위원회에서 집단탈당, 새로운 조직으로서 일본혁명적공산주의자동맹 혁명적마르크스주의파(혁마르파)를 출범시켰다. 한편 혁공동 전국위원회에 잔류한 혼다파는 현재의 중핵파가 된다. 이로써 혁공동 전국위원회는 혁마르파와 중핵파로 분열되었는데, 이것이 소위 제3차 혁공동 분열이다.
이후 쿠로다 칸이치는 혁마르파의 최고지도자로서 오랫동안 군림했다. 쿠로다 자신이 공개석상에 모습을 드러내는 경우는 거의 없었고, 연설도 녹음테이프로 대신했다. 외출할 수 없는 쿠로다를 대신해 나선 것이 마츠자키 아키라였다.
1996년 10월 건강상의 문제로 의장직을 사임하지만 사망할 때까지 여전히 최고지도자, 교조로서 남아 있었다. 2006년 6월 26일 사이타마현 가스카베시의 병원에서 간부전으로 사망했다. 향년 78세.
혁마르파는 한동안 교조 쿠로다의 죽음을 은폐했다. 8월 10일에야 교도통신・산케이신문 등에 사망이 보도되었고 이어 8월 11일 아사히・요미우리・마이니치 등 주요 일간지에서 그 죽음을 전했다. 이것을 받아 8월 12일 혁마르파 의장 우에다 타쿠마가 기자회견을 열어 쿠로다의 죽음을 확인해 주었다.
쿠로다 칸이치의 묘소는 하치오지시 미나미타마영원 23구에 소재하며, 묘비에는 한자 “투(闘)” 한 글자만 새겨져 있다.
쿠로다가 설립한 출판사 코부시서방에서는 쿠로다의 철학서들이 간행되어 현재도 혁마르파 멤버들의 필독서로 여겨지고 있는데, 내용이 난해하다. 또한 청년시대의 쿠로다에게 사상적 영향을 준 애독서들을 쿠로다 자신이 감수하여 『코부시문고』 전 60권으로 간행했는데, 그 다채로운 서목에서 젊은 날의 왕성한 지적 관심을 엿볼 수 있다.

## 저서
- 『헤겔과 마르크스: 기술론과 사적유물론 서설』(ヘーゲルとマルクス－技術論と史的唯物論序説) 理論社、1952年
- 『경제학과 변증법』(経済学と弁証法) 人生社、1956年
- 『사회관의 탐구: 마르크스주의 철학의 기초』(社会観の探求－マルクス主義哲学の基礎) 理論社、1956年
- 『스탈린주의 비판의 기초: “스탈린 비판”의 비판』(スターリン主義批判の基礎－＜スターリン批判＞の批判) 人生社、1956年
- 『현대의 평화와 혁명』(現代における平和と革命) 現代思潮社、1959年
- 『무엇을 어떻게 읽어야 하는가?』(何を、どう読むべきか？) こぶし書房、1959年
- 『역류에 항거하여』(逆流に抗して) こぶし書房、1960年
- 『프롤레타리아적 인간의 논리: 「자본의 생산과정」의 기저에 있는 것』(プロレタリア的人間の論理－「資本の生産過程」の基底にあるもの) こぶし書房、1960年
- 『사회관의 탐구』(社会観の探求) 現代思潮社、1961年
- 『조직론 서설』(組織論序説) こぶし書房、1961年
- 『마르크스주의 형성의 논리』(マルクス主義形成の論理) こぶし書房、1961年
- 『우노 경제학 방법론 비판』(宇野経済学方法論批判) 現代思潮社、1962年
- 『휴머니즘과 마르크스주의』(ヒューマニズムとマルクス主義) こぶし書房、1963年
- 『자본론 이후 백년』(資本論以後百年) こぶし書房、1967年
- 『현대유물론의 탐구』(現代唯物論の探求) こぶし書房、1968年
- 『일본의 반스탈린주의 운동 2』(日本の反スターリン主義運動・２) こぶし書房、1968年
- 『헤겔과 마르크스』(ヘーゲルとマルクス) 現代思潮社、1968年
- 『혁명적마르크스주의란 무엇인가』(革命的マルクス主義とは何か) こぶし書房、1969年
  - 『What is Revolutionary Marxism?』 解放社、1991年
- 『스탈린 비판 이후』(スターリン批判以後) 現代思潮社、1969年
- 『일본의 반스탈린주의 운동 1』(日本の反スターリン主義運動・１) こぶし書房、1969年
- 『현대 중국의 신화』(現代中国の神話) こぶし書房、1970年
- 『모택동 신화의 파괴』(毛沢東神話の破壊) こぶし書房、1970年
- 『독서의 방법』(読書のしかた) こぶし書房、1970年
- 『일본 우익사상의 회전』(日本左翼思想の転回) こぶし書房、1970年
- 『유물사관과 변혁의 이론』(唯物史観と変革の論理) こぶし書房、1971年
- 『유물사관과 경제학』(唯物史観と経済学) こぶし書房、1973年
- 『변혁의 철학』(変革の哲学) こぶし書房、1975年
- 『중소 대리전쟁』(中ソ代理戦争) こぶし書房、1980年
- 『20세기 문명의 초극』(二十世紀文明の超克) こぶし書房、1981年
- 『혁신의 환상』(革新の幻想) こぶし書房、1981年
- 『소련권 혁명론 노트』(ソ連圏革命論ノート) こぶし書房、1984年
- 『미소각축』(米ソ角逐) こぶし書房、1985年
- 『고르바초프 가공회담』(ゴルバチョフ架空会談) こぶし書房、1986年
- 『소련의 딜레마』(ソ連のジレンマ) こぶし書房、1987年
- 『현대세계의 움직임: 그것의 파악법』(現代世界の動き－その捉え方) こぶし書房、1989年
- 『자본론 입문』(資本論入門) こぶし書房、1989年
- 『크레믈린의 집안소동』(クレムリンのお家騒動) こぶし書房、1989年
- 『전후주체성론 노트』(戦後主体性論ノート) こぶし書房、1990年
- 『고르바초프의 악몽』(ゴルパチョフの悪夢) こぶし書房、1990年
  - 『Gorbachev's Nightmare』 解放社、1991年
- 『Destruction of the Revolution』 解放社、1991年
- 『사멸하는 소연방』(死滅するソ連邦) こぶし書房、1991年
- 『각원식 안트로폴로기』(覺圓式アントロポロギー) こぶし書房、1991年
- 『각원: 현실을 읽다』(覺圓　現実を読む) こぶし書房、1992年
- 『우노 경제학 방법론 비판』(宇野経済学方法論批判) 증보신판 こぶし書房、1993年
- 『평화의 창조란 무엇인가』(平和の創造とは何か) こぶし書房、1993年
- 『사회의 변증법』(社会の弁証法) 「사회관의 탐구」증보개정판 こぶし書房、1994年
- 『노동운동의 진전을 위하여』(労働運動の前進のために) こぶし書房、1994年
- 『자금론 입문』(賃金論入門) こぶし書房、1994年
- 『STALINIST SOCIALISM』 こぶし書房、1996年
- 『PRAXIOLOGY』 こぶし書房、1998年
- 『우노학파의 경제학』(宇野学派の経済学) こぶし書房、1998年
- 『조직론의 탐구』(組織論の探求) こぶし書房、1998年
- 『장소의 철학을 위하여』(場所の哲学のために) 상하권 こぶし書房、1999年
- 『쿠로다 칸이치 초기 선집』(黒田寛一初期セレクション) 상중하권 こぶし書房、1999年
- 『정치판단과 인식』(政治判断と認識) あかね図書、1999年
- 『실천과 장소: 제1권 실천의 장소』(実践と場所　第一巻　実践の場所) こぶし書房、2000年
- 『Kuroda's Thought on Revolution』 あかね図書、2000年
- 『실천과 장소: 제2권 장소에서의 실천』(実践と場所　第二巻　場所における実践) こぶし書房、2000年
- 『Engels' Political　Economy』 あかね図書、2000年
- 『실천과 장소: 제3권 장소의 인식』(実践と場所　第三巻　場所の認識) こぶし書房、2001年
- 『Dialectic of Praxis』 あかね図書、2001年
- 『On Organizing Praxis』 あかね図書、2001年
- 『Studies on Marxism in Postwar Japan』 あかね図書、2002年
- 『마르크스 르네상스』(マルクス ルネッサンス) あかね図書、2002年
- 『쿠로다 칸이치 가집: 일본이여!』(黒田寛一歌集　日本よ！) こぶし書房、2006年
- 『변혁적 실천의 주체성』(変革的実践の主体性) こぶし書房、2007年
- 『부시의 전쟁』(ブッシュの戦争) あかね図書、2008年
- 『“다름”의 해석학』(〈異〉の解釈学) こぶし書房、2008年
- 『조직현실론의 개척: 제1권 실천과 조직의 변증법』(組織現実論の開拓 第一巻 実践と組織の弁証法) あかね図書、2008年
- 『조직현실론의 개척: 제2권 운동＝조직론의 개척』(組織現実論の開拓 第二巻 運動＝組織論の開拓) あかね図書、2009年
- 『쿠로다 칸이치 초기 논고집: 제2권 유물변증법・논리학』(黒田寛一初期論稿集 第二巻 唯物弁証法・論理学) こぶし書房、2009年

저작집
- 『쿠로다 칸이치 저작집』(黒田寛一著作集) 전 40권 KK書房、2020年 -
  1. 물질의 변증법(物質の弁証法)
  2. 사회의 변증법(社会の弁証法)
  3. 프롤레타리아적 인간의 논리(プロレタリア的人間の論理)
  4. 스탈린주의 철학과의 대결(スターリン主義哲学との対決)
  5. 마르크스주의의 형성의 논리(マルクス主義の形成の論理)
  6. 변혁의 철학(変革の哲学)
  7. 장소의 철학의 탐구(場所の哲学の探求)
  8. 실천과 장소 제1권 실천의 장소 상(実践と場所・第1巻 実践の場所（上）)
  9. 실천과 장소 제1권 실천의 장소 하(実践と場所・第1巻 実践の場所（下）)
  10. 실천과 장소 제2권 장소에서의 실천 상(実践と場所・第2巻 場所における実践（上）)
  11. 실천과 장소 제2권 장소에서의 실천 하(実践と場所・第2巻 場所における実践（下）)
  12. 실천과 장소 제3권 장소의 인식 상(実践と場所・第3巻 場所の認識（上）)
  13. 실천과 장소 제3권 장소의 인식 하(実践と場所・第3巻 場所の認識（下）)

공저
- (요시모토 타카아키・하니야 유타카・우메모토 카츠미) 『민주주의의 신화』(民主主義の神話) 現代思潮社、1960年
- (요시모토 타카아키・츠시마 타다유키) 『주박으로부터의 해방』(呪縛からの解放) こぶし書房、1976年